# Shinn Covered Bridge
Die Shinn Covered Bridge ist eine historische überdachte Straßenbrücke im Washington County, im US-Bundesstaat Ohio, in den Vereinigten Staaten. Die 1886 errichtete Brücke, die im Burr-Truss-Design gestaltet ist, befindet sich etwa einen Kilometer nordöstlich von Bartlett, abseits der Ohio State Route 555. Sie überspannt den West Branch Wolf Creek an der Palmer Road. Die Brücke wird im Durchschnitt pro Tag von 12 Fahrzeugen überquert (Stand: 2004), und wurde 1998 saniert.
Die Gesamtspannweite der Shinn Covered Bridge beträgt 27,4 Meter, die Länge 29,9 Meter und die Fahrbahnbreite 4,7 Meter. Das Fundament besteht aus Naturstein, die Wände sind holzverschalt und das Dach besteht aus Metall. Architekt war E.B. Henderson.
Die Shinn-Brücke wurde vom National Register of Historic Places mit der Nummer 76001544 am 8. Oktober 1976 als historisches Denkmal aufgenommen.